# Red Margaret, Moonshiner

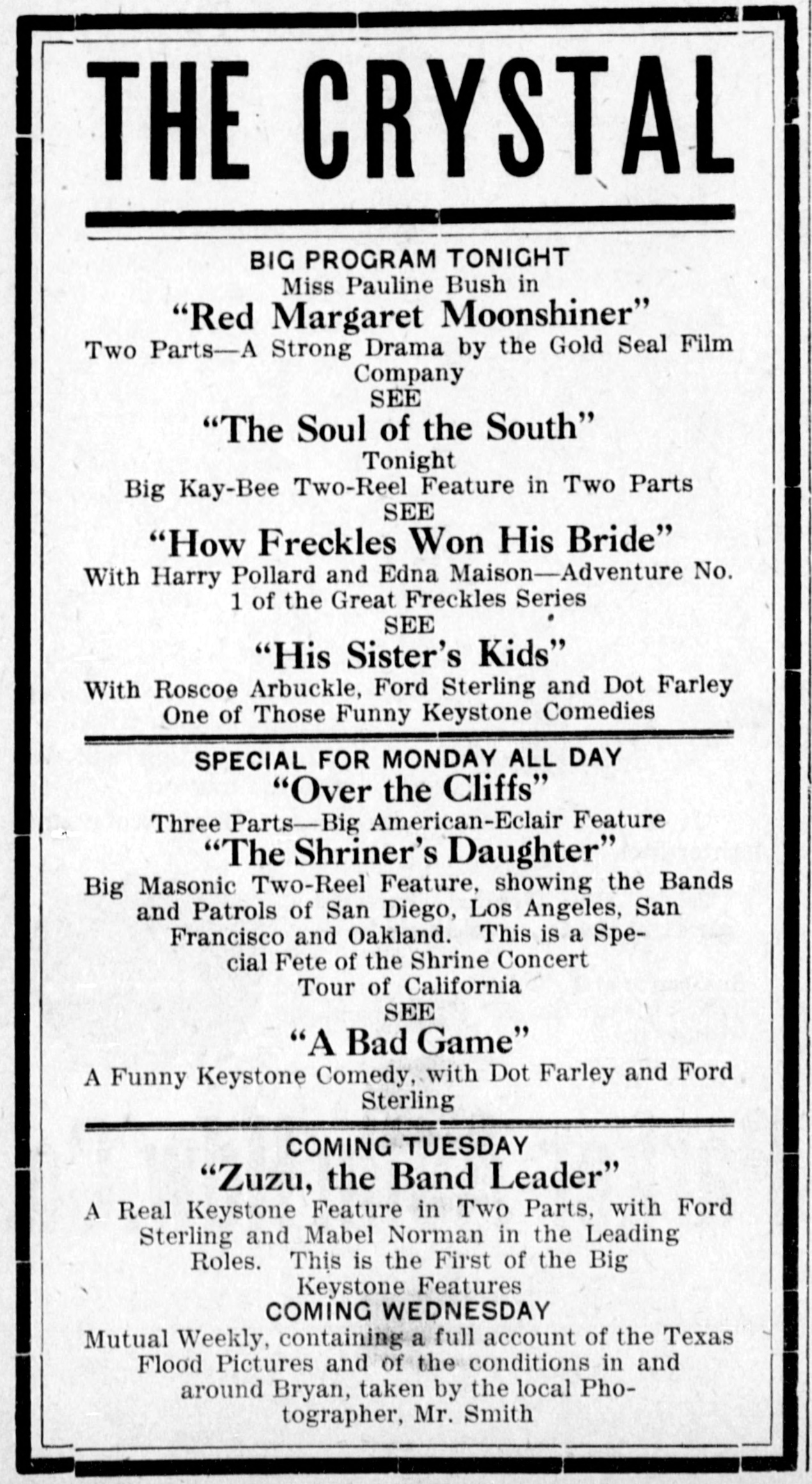
Programme du cinéma THE CRYSTAL mettant à l’affiche Red Margaret, Moonshiner

Pour plus de détails, voir Fiche technique et Distribution.
Red Margaret, Moonshiner est un film muet américain réalisé par Allan Dwan et sorti en 1913.

## Synopsis
Red Margaret, qui vit parmi une bande de trafiquants d'alcool (moonshiners), est écartelée entre son amour pour un agent du gouvernement et sa loyauté envers ses compagnons...

## Fiche technique
- Réalisation : Allan Dwan
- Scénario : Jeanie Macpherson
- Durée : 20 minutes
- Date de sortie : États-Unis : 9 décembre 1913

## Distribution
- Pauline Bush : Red Margaret
- Murdock MacQuarrie : l'agent du gouvernement
- James Neill : le shérif
- Lon Chaney : Lon